# 100 mètres dos féminin aux Jeux olympiques d'été de 2012
Navigation
Pékin 2008 Rio de Janeiro 2016
L'épreuve de 100 m dos femmes des Jeux olympiques d'été de 2012 a lieu le 29 et le 30 juillet au London Aquatics Centre.

## Qualification
Pour participer à cette épreuve, les temps de qualification étaient de 1 min 00 s 82 pour le temps de qualification olympique (TQO) et de 1 min 02 s 85 pour le temps de sélection olympique (TSO) qui devaient être effectués entre le 1er mars 2011 et le 18 juin 2012. Un comité national olympique (CNO) pouvait inscrire 2 nageuses si elles faisaient le TQO et 1 nageuse si elle effectuait le TSO. Les CNO pouvaient inscrire des nageurs indépendamment du temps (1 nageur par sexe sur l'ensemble des épreuves) s'ils n'avaient pas de nageurs qui avaient réussi les temps de qualification nécessaires.

## Records
Avant cette compétition, les records dans cette discipline étaient les suivants :
| Record du monde  | 58 s 12 | Gemma Spofforth | Royaume-Uni | 28 juillet 2009 | Rome (Italie) | ,     |
| Record olympique | 58 s 77 | Kirsty Coventry | Zimbabwe    | 11 août 2008    | Pékin (Chine) | [ 4 ] |

## Médaillés
| Or             | Argent        | Bronze       |
| Missy Franklin | Emily Seebohm | Aya Terakawa |

## Résultats

### Finale (30 juillet au soir)
| Rang                                | Ligne | Nom             | Nationalité     | Temps         | Notes |
| ----------------------------------- | ----- | --------------- | --------------- | ------------- | ----- |
| Médaille d'or, Jeux olympiques      | 5     | Missy Franklin  | États-Unis      | 58 s 33       | RAM   |
| Médaille d'argent, Jeux olympiques  | 4     | Emily Seebohm   | Australie       | 58 s 68       |       |
| Médaille de bronze, Jeux olympiques | 3     | Aya Terakawa    | Japon           | 58 s 83       | RAS   |
| 4                                   | 2     | Anastasia Zueva | Russie          | 59 s 00       |       |
| 5                                   | 7     | Gemma Spofforth | Grande-Bretagne | 59 s 20       |       |
| 6                                   | 6     | Zhao Jing       | Chine           | 59 s 23       |       |
| 7                                   | 1     | Belinda Hocking | Australie       | 59 s 29       |       |
| 8                                   | 8     | Fu Yuanhui      | Chine           | 1 min 00 s 50 |       |

### Demi-finales (29 juillet au soir)

#### Demi-finale 1
| Rang | Ligne | Nom              | Nationalité        | Temps         | Notes |
| ---- | ----- | ---------------- | ------------------ | ------------- | ----- |
| 6    | 1     | Alexianne Castel | France             | 1 min 00 s 24 |       |
| 5    | 2     | Simona Baumrtová | République tchèque | 1 min 00 s 02 |       |
| 8    | 3     | Georgia Davies   | Grande-Bretagne    | 1 min 00 s 56 |       |
| 1    | 4     | Missy Franklin   | États-Unis         | 59 s 12       | Q     |
| 2    | 5     | Aya Terakawa     | Japon              | 59 s 34       | Q     |
| 4    | 6     | Fu Yuanhui       | Chine              | 59 s 82       | Q     |
| 3    | 7     | Gemma Spofforth  | Grande-Bretagne    | 59 s 70       | Q     |
| 7    | 8     | Arianna Barbieri | Italie             | 1 min 00 s 27 |       |

#### Demi-finale 2
| Rang | Ligne | Nom             | Nationalité | Temps         | Notes |
| ---- | ----- | --------------- | ----------- | ------------- | ----- |
| 8    | 1     | Sinead Russell  | Canada      | 1 min 00 s 57 |       |
| 2    | 2     | Zhao Jing       | Chine       | 59 s 55       | Q     |
| 3    | 3     | Anastasia Zueva | Russie      | 59 s 68       | Q     |
| 1    | 4     | Emily Seebohm   | Australie   | 58 s 39       | Q     |
| 4    | 5     | Belinda Hocking | Australie   | 59 s 79       | Q     |
| 5    | 6     | Julia Wilkinson | Canada      | 59 s 91       |       |
| 6    | 7     | Rachel Bootsma  | États-Unis  | 1 min 00 s 04 |       |
| 7    | 8     | Kirsty Coventry | Zimbabwe    | 1 min 00 s 39 |       |

### Séries (29 juillet le matin)
| Rang | Série | Ligne | Nom                     | Nationalité        | Temps         | Notes |
| ---- | ----- | ----- | ----------------------- | ------------------ | ------------- | ----- |
| 1    | 4     | 5     | Emily Seebohm           | Australie          | 58 s 23       | Q, RO |
| 2    | 6     | 4     | Missy Franklin          | États-Unis         | 59 s 37       | Q     |
| 3    | 6     | 3     | Belinda Hocking         | Australie          | 59 s 61       | Q     |
| 4    | 6     | 5     | Aya Terakawa            | Japon              | 59 s 82       | Q     |
| 5    | 5     | 4     | Anastasia Zueva         | Russie             | 59 s 88       | Q     |
| 6    | 4     | 6     | Georgia Davies          | Grande-Bretagne    | 59 s 92       | Q     |
| 7    | 5     | 6     | Julia Wilkinson         | Canada             | 59 s 94       | Q     |
| 8    | 6     | 2     | Fu Yuanhui              | Chine              | 59 s 96       | Q     |
| 9    | 4     | 4     | Zhao Jing               | Chine              | 59 s 97       | Q     |
| 10   | 6     | 8     | Simona Baumrtova        | République tchèque | 59 s 99       | Q     |
| 11   | 5     | 5     | Rachel Bootsma          | États-Unis         | 1 min 00 s 03 | Q     |
| 12   | 5     | 7     | Gemma Spofforth         | Grande-Bretagne    | 1 min 00 s 05 | Q     |
| 13   | 5     | 3     | Sinead Russell          | Canada             | 1 min 00 s 10 | Q     |
| 14   | 6     | 1     | Alexianne Castel        | France             | 1 min 00 s 16 | Q     |
| 15   | 4     | 8     | Kirsty Coventry         | Zimbabwe           | 1 min 00 s 24 | Q     |
| 16   | 4     | 7     | Arianna Barbieri        | Italie             | 1 min 00 s 25 | Q     |
| 17   | 4     | 3     | Mie Nielsen             | Danemark           | 1 min 00 s 38 |       |
| 18   | 4     | 1     | Duane da Rocha          | Espagne            | 1 min 00 s 57 |       |
| 18   | 5     | 2     | Daryna Zevina           | Ukraine            | 1 min 00 s 57 |       |
| 20   | 4     | 2     | Sharon van Rouwendaal   | Pays-Bas           | 1 min 00 s 61 |       |
| 21   | 6     | 6     | Jenny Mensing           | Allemagne          | 1 min 00 s 72 |       |
| 22   | 6     | 7     | Laure Manaudou          | France             | 1 min 01 s 03 |       |
| 23   | 3     | 4     | Maria Fernanda Gonzalez | Mexique            | 1 min 01 s 28 |       |
| 24   | 5     | 1     | Fabiola Molina          | Brésil             | 1 min 01 s 40 |       |
| 25   | 3     | 5     | Alicja Tchorz           | Pologne            | 1 min 01 s 44 |       |
| 26   | 2     | 8     | Tao Li                  | Singapour          | 1 min 01 s 60 |       |
| 27   | 5     | 8     | Elena Gemo              | Italie             | 1 min 01 s 77 |       |
| 28   | 3     | 2     | Carolina Colorado       | Colombie           | 1 min 01 s 81 |       |
| 29   | 3     | 8     | Kimberly Buys           | Belgique           | 1 min 01 s 92 |       |
| 30   | 3     | 7     | Melissa Ingram          | Nouvelle-Zélande   | 1 min 01 s 94 |       |
| 31   | 3     | 6     | Ekaterina Avramova      | Bulgarie           | 1 min 02 s 20 |       |
| 32   | 2     | 3     | Eyglo Gustafsdottir     | Islande            | 1 min 02 s 40 |       |
| 33   | 2     | 4     | Melanie Nocher          | Irlande            | 1 min 02 s 44 |       |
| 34   | 2     | 1     | Anja Carman             | Slovénie           | 1 min 02 s 68 |       |
| 35   | 3     | 1     | Therese Svendsen        | Suède              | 1 min 03 s 11 |       |
| 36   | 2     | 5     | Sanja Jovanovic         | Croatie            | 1 min 03 s 38 |       |
| 37   | 2     | 6     | Eszter Povazsay         | Hongrie            | 1 min 03 s 55 |       |
| 38   | 2     | 7     | Yekaterina Rudenko      | Kazakhstan         | 1 min 03 s 64 |       |
| 39   | 3     | 3     | Hoishun Stephanie Au    | Hong Kong          | 1 min 04 s 31 |       |
| 40   | 2     | 2     | Hazal Sarikaya          | Turquie            | 1 min 04 s 80 |       |
| 41   | 1     | 3     | Karen Vilorio           | Honduras           | 1 min 06 s 38 |       |
| 42   | 1     | 4     | Monica Ramirez          | Andorre            | 1 min 07 s 72 |       |
| 43   | 1     | 5     | Ines Remersaro          | Uruguay            | 1 min 08 s 03 |       |
| 44   | 1     | 6     | Anahit Barseghyan       | Arménie            | 1 min 08 s 19 |       |
| 45   | 1     | 2     | Angelique Trinquier     | Monaco             | 1 min 10 s 79 |       |